# Aspidosperma leucocymosum
Aspidosperma leucocymosum är en oleanderväxtart som beskrevs av João Geraldo Kuhlmann. Aspidosperma leucocymosum ingår i släktet Aspidosperma och familjen oleanderväxter. Inga underarter finns listade i Catalogue of Life.